# ノルエチステロンエナント酸
ノルエチステロンエナント酸(norethisterone enanthate, NETE)またはノルエチンドロンエナント酸エステル(norethindrone enanthate)は妊娠を妨げるために女性に投与されるプロゲストーゲンのみの注射避妊薬である。分娩後、流産後、妊娠中絶後に用いられることがある。避妊失敗率は年間で女性100人中2人である。1回の投与で２ヵ月の効果があり、２回までの投与が勧められる。
副作用には乳房の痛み、頭痛、抑うつ、月経不順、穿刺による痛みがあげられる。肝疾患のヒトへの投与は勧められず、妊娠中のヒトへの投与も先天異常を引き起こす危険があるため勧められない。授乳中の投与は大丈夫だと思われる。性感染症の予防にはならない。NETEはエステルに属するノルエチステロンのプロドラッグであり、ノルエチステロンの作用により効果がある。その作用機序は排卵を妨げることにより避妊薬としての効果がある。
ノルエチステロンは1951年に特許認可され、1957年に薬剤として使用されるようになった。世界保健機構の医薬品モデルリストに掲載されており、最も効果的で安全な医療制度に必要とされる薬剤である。開発途上国での卸値は200mgのバイアル約$1.04～$7.99米ドルである。英国、ヨーロッパ諸国、中米、アフリカなど60カ国以上で使用が認可されており、エストラジオール吉草酸エステルとの混合薬は少なくとも36カ国、主にラテンアメリカで使用されている。米国では入手できない。